# Pine River (Minnesota)
Pine River – miasto w Stanach Zjednoczonych, w stanie Minnesota, w hrabstwie Cass.